# Moise Safra
Moise Yacoub Safra (Beirute, 5 de abril de 1934 — São Paulo, 14 de junho de 2014) foi um banqueiro e filantropo sírio, naturalizado brasileiro, cofundador do Banco Safra, junto aos irmãos Edmond e Joseph.

## Biografia
Sua família, de origem árabe/judaica (judeus halabim), mudou-se para o Brasil na década de 1950, onde iniciou suas atividades no setor bancário, fundando o Banco Safra em 1955. Seu pai, Jacob Safra, geriu a criação do conglomerado financeiro. Ainda no Líbano, Jacob havia fundado o Banco Jacob E. Safra, na década de 1920. No Brasil, o Banco Safra foi gerido pelo pai e pelos três filhos por muitos anos.
Entre seus investimentos, estão participações na Aracruz Celulose (papel e celulose), uma empresa telefônica em Israel e diversos bancos espalhados pelo mundo. Foi considerado um dos principais bilionários brasileiros por revistas especializadas. Em 2006, vendeu sua participação no Banco Safra ao irmão Joseph, numa transação estimada em dois bilhões de dólares. A mais recente empreitada dele deu-se em 2013, quando — associado à magnata chinesa Zhang Xin — adquiriu 40% do General Motors Building; edifício situado em Manhattan, erguido pela General Motors Corporation em 1964.
Assim como seus irmãos, sempre esteve envolvido no apoio à causas benevolentes, com atenção especial à filantropia; cuja administração das atividades é exercida por sua esposa, Chella Safra.
Morreu devido um infarto, no Hospital Israelita Albert Einstein, em São Paulo, aos 80 anos em 14 de junho de 2014. Lutava contra um câncer e sofria do mal de Parkinson. Deixa a esposa Chella e os filhos Jacob, Ezra, Edmond, Esther e Olga.